# Manase Tonga
Manase Tonga (San Mateo, 28 febbraio 1984) è un giocatore di football americano statunitense che attualmente è free agent.

## Carriera universitaria
Ha giocato con i Brigham Young Cougars squadra rappresentativa dell'università di Brigham dal 2006 al 2009.
In totale ha giocato 47 partite totalizzando 696 yard su corsa con 16 touchdown.

## Nella NFL

### Con gli Oakland Raiders
Al draft NFL 2010 non è stato scelto, è stato preso dagli Oakland Raiders dai rookie non selezionati il 30 aprile 2010.
Il 4 settembre viene svincolato per poi esser messo il giorno dopo nella squadra di allenamento. Ha scelto la maglia numero 41.
Il 5 gennaio 2011 ha rifirmato con i Raiders. Purtroppo il 3 settembre è stato svincolato, per poi esser messo il giorno seguente nella squadra di allenamento.
L'8 ottobre viene promosso nel roster della prima squadra, debutta nella NFL il 9 ottobre come fullback a Houston contro gli Houston Texans, il 16 dello stesso mese contro i Cleveland Browns ha fatto la sua prima corsa, mentre nella settimana successiva contro i Kansas City Chiefs ha fatto la sua prima ricezione.
Il 27 agosto 2012 è stato svincolato.

## Vittorie e premi
Nessuno.

## Statistiche
| Partite totali             | 11 |
| Partite totali da titolare | 3  |
| Yard su ricezione          | 18 |
| Touchdown su ricezione     | 0  |
| Yard su corsa              | 12 |
| Touchdown su corsa         | 0  |